# اچ‌ام‌اس ولورین (دی۷۸)
اچ‌ام‌اس ولورین (دی۷۸) (به انگلیسی: HMS Wolverine (D78)) یک کشتی بود. این کشتی در سال ۱۹۱۹ ساخته شد.